# Charles Hale Hoyt
Pour les articles homonymes, voir Hoyt.
Charles Hale Hoyt né le 26 juillet 1859 à Concord et mort le 20 novembre 1900 à Charlestown est un dramaturge américain.

## Pièces de théâtre (premières)
- Gifford's Luck (Boston, 1881)
- Cezalia (Boston, 1882)
- A Bunch of Keys (New York, 1883)
- A Rag Baby (New York 1883 - Broadway, 1884)
- A Parlor Match (en) (New York, 1884)
- A Tin Soldier (New York, 1886)
- The Maid and the Moonshiner (New York, 1886)
- A Hole in the Ground (New York, 1887)
- A Brass Monkey (New York, 1888)
- A Midnight Bell (en) (New York, 1889)
- A Texas Steer (New York, 1890)
- A Trip to Chinatown (New York, 1891)
- A Temperance Town (New York, 1893)
- A Milk White Flag (New York, 1894)
- A Runaway Colt (New York, 1895)
- A Black Sheep (New York, 1896)
- A Contented Woman (New York, 1897)
- A Stranger in New York (New York, 1897)
- A Day and Night in New York (New York, 1898)
- A Dog in the Manger (Washington, D.C., 1899)

## Galerie

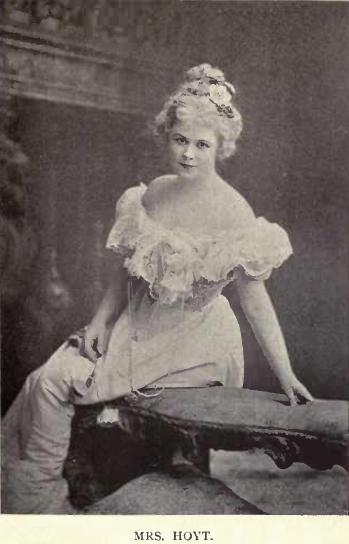
Caroline Miskel Hoyt, épouse et actrice de Charles Hale Hoyt.
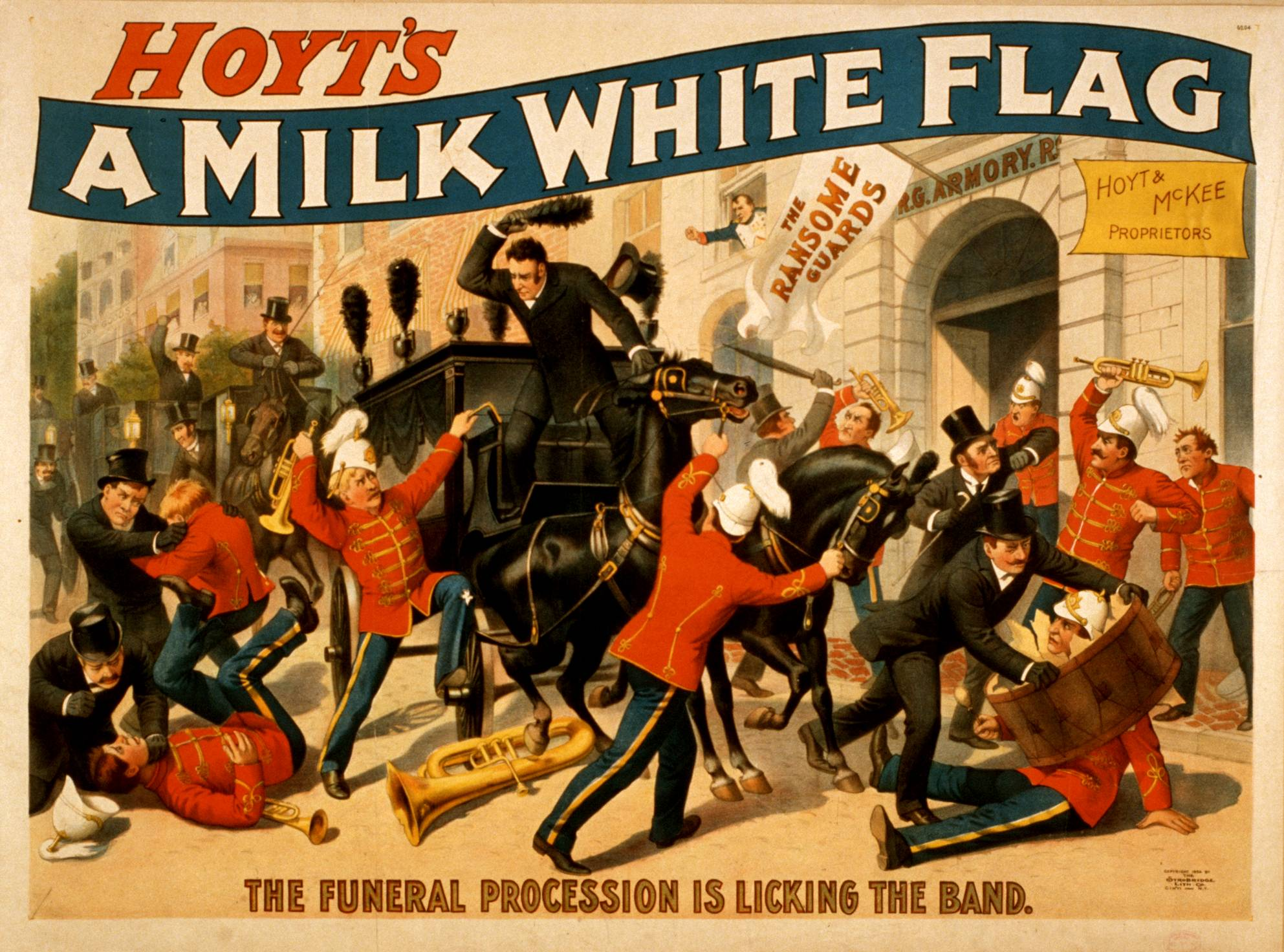
Affiche de la pièce A Milk White Flag.
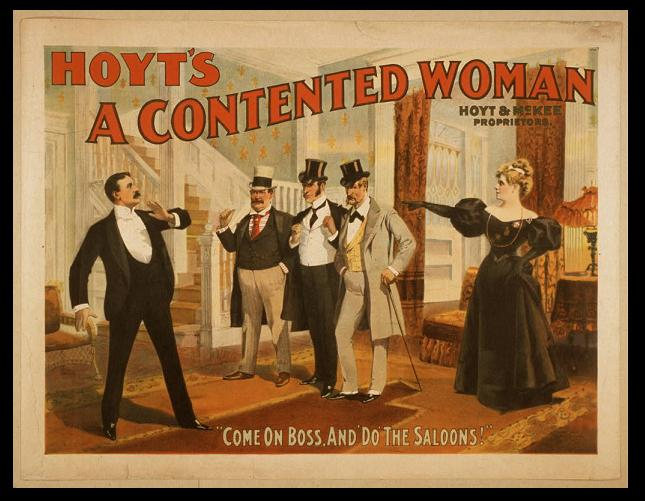
Affiche du film A Contented Woman (vers 1897)